# 午後的迷惘
《午後的迷惘》（英語：Meshes of the Afternoon）是1943年一部短篇的實驗電影，由美國電影導演瑪雅·黛倫和捷克斯洛伐克導演亞歷山大·哈米德這對夫妻團隊擔任導演。整部電影的敘事結構為循環式，並且重複數個相同的主題，這包括有手持的花朵、漫長的車道、掉落的鑰匙，上鎖的門扉、麵包刀和壞掉的電話、披著斗篷且有著鏡子臉孔的的死神身影、以及海洋與旁邊的沙灘。
《午後的迷惘》透過創造性的剪輯、獨特的鏡頭角度和慢動作營造出超現實主義的感受，使得電影中描繪的世界逐漸與現實世界脫節。1990年，連續2年登記參與評選投票的《午後的迷惘》因為電影在「文化、歷史或審美上的顯著影響」，而由美國國家電影保護局指定成為國會圖書館保存的國家影片登記表中。

## 故事
在電影中一名女人走在街上步行回家，她到她的房間並睡在椅子上。在她睡著時她進入夢境，夢見她多次嘗試追逐一名披著黑色斗篷和有著鏡子臉孔的神秘角色，但始終無法攔住他。每次失敗她都會再次進入她家，並且看到像是鑰匙、刀子、花朵、電話和留聲機等眾多家用物品。該女子跟隨著穿著著兜帽的神秘人物進入她的臥室，她看到的該把刀子藏在枕頭下。隨後她看到許多自己的相同實體，而她們都是在剛剛夢境中其所經歷過的自己。
該名女子試圖用刀子殺死她熟睡的身體，但畫面則轉而是一名男子驚醒。該名男子在她的臥室中帶領其活動，這使得她意識到她所見到的夢中一切是實際上發生的。隨後在男子在枕頭底下藏著刀子的舉動，她注意到該名男子的姿勢類似於先前戴著兜帽的身影時。該名女子隨後把刀子丟向男子試圖傷害他，但是並沒有結果。到了電影接近尾聲處，該名男子走進屋裡看到破碎的鏡子掉落在潮濕的地面上，之後他看到原本躺在椅子上睡著的女子最終已經死去。

## 製作
《午後的迷惘》是由美國電影導演瑪雅·黛倫和捷克斯洛伐克導演亞歷山大·哈米德所執導的前衛獨立製片電影，在電影畫面中主要處理毀滅性的心理問題，在手法上則類似1920年代的法國超現實主義電影作品，類似風格的作品有西班牙藝術家薩爾瓦多·達利和西班牙電影導演路易斯·布紐爾於1929年的《一條安達魯狗》、以及1930年《黃金年代》。在電影製作上黛倫和哈米德共同負責編劇、執導和拍攝，而影片中的女子和男子也是由兩人共同演出。
雖然黛倫通常被視為整部電影的其主要藝術創作者，不過與夫妻兩人熟識的美國導演斯坦·布拉哈格則在著作《電影束手無策：八位前衛電影製作人》（Film at Wit's End: Eight Avant-Garde Filmmakers）中提到《午後的迷惘》其實很大程度上是由哈米德創作，而當兩人結婚後黛倫才開始為這部電影的製作扮演更多角色。原本發表的《午後的迷惘》並沒有提供配樂，不過1959年時在黛倫的監製之下，則由她第三任丈夫、同時也是日本作曲家的伊藤貞司為電影添加日本古典音樂。

## 外部連結
- （英文） Meshes of the Afternoon (1943)（页面存档备份，存于）
- （英文） MESHES OF THE AFTERNOON (1943)（页面存档备份，存于）
- （英文） Meshes of the Afternoon (1943)（页面存档备份，存于）
- 豆瓣电影上《午后的迷惘》的資料 （简体中文）